# Messerschmitt Bf 161
El Messerschmitt Bf 161 era un prototipo de caza pesado y de reconocimiento que se desarrolló durante la Segunda Guerra Mundial en Alemania.

## Desarrollo
El Bf 161 era un avión de reconocimiento especializado basado en el Bf 110 y similar al Bf 162, diseñado como un bombardero ligero. El prototipo V1 era accionado por dos Junkers Jumo 210, y voló por primera vez el 9 de marzo de 1938. Fue seguido por un segundo prototipo propulsado por dos motores Daimler-Benz DB 600 y voló por primera vez el 30 de agosto de 1938.
El avión no entró en producción ya que se decidió que no era necesario un nuevo tipo de aeronave y que variantes del Bf 110 podrían desempeñar la función de reconocimiento.

## Historia operacional
Los dos prototipos fueron utilizados para la investigación y el desarrollo y el V2 fue utilizado en Augsburgo para el remolque del Me 163A Komet trasladándose más tarde a Peenemünde para seguir con tareas de remolque.

## Especificaciones

### Características generales
- Tripulación: 3
- Longitud: 12,9 m (42,2 ft)
- Envergadura: 16,7 m (54,8 ft)
- Altura: 3,6 m (11,9 ft)
- Superficie alar: 38,5 m² (414,4 ft²)
- Peso vacío: 4890 kg (10 777,6 lb)
- Planta motriz: 2× Junkers Jumo 210G .
  - Potencia: 730 kW (1006 HP; 993 CV) cada uno.

### Rendimiento
- Velocidad máxima operativa (Vno): 440 km/h (273 MPH; 238 kt)
- Techo de vuelo: 8100 m (26 575 ft)